# Кэрриер, Стивен
Стивен Кэрриер (англ. Stephen Carriere; род. 15 июня 1989, Мелроз, Массачусетс, США) — американский фигурист, выступающий в одиночном разряде. Он — бронзовый медалист чемпионата США 2008 года, чемпион мира среди юниоров 2007 года и победитель финала юниорского Гран-при в сезоне 2006-2007.

## Карьера
Кэрриер выиграл оловянную медаль на начальном уровне чемпионата США 2004 года. В следующем сезоне состоялся его юниорский дебют. Он стал пятым на своём первом этапе юниорского Гран-при, но не попал во второй. В том же году он занял пятое место на юниорском уровне чемпионата США по фигурному катанию.
В сезоне 2005—2006 Кэрриер выиграл золотую и серебряную медаль на этапах юниорского Гран-при, а затем стал шестым в финале. Он продвинулся в национальном чемпионате и выиграл юниорскую золотую медаль. Это позволило ему поехать на юниорский чемпионат мира 2006 года, где он оказался в шаге от подиума.
В следующем сезоне он выиграл всё на юниорском уровне, включая оба этапа юниорского Гран-При, а также финал. Заняв девятое место на первом своём взрослом национальном чемпионате, он попал в юниорскую сборную, отправлявшуюся на чемпионат мира. Заняв там шестое место в короткой программе, он выиграл в произвольной, вытянув победу в турнире.
Кэрриер дебютировал в Гран-при на этапе «Skate America» в 2007 году, где стал четвёртым. На втором этапе NHK Trophy он завоевал бронзу. Стивен также выиграл бронзовую медаль на чемпионате США 2008 года и стал десятым на своём первом «взрослом» чемпионате мира.
В сезоне 2008—2009 Кэрриер выступал на этапах «Cup of China» и «NHK Trophy», выиграв серебро в Китае и став шестым в Японии. На чемпионате США он занял девятое место.

## Смена тренера
С 2000 по 2009 годы Кэрриер тренировался в Бостонском клубе фигуристов (англ.  Skating Club of Boston) и учился у Марка Митчелла и Петера Йоханссона.
После сезона 2008-2009 он сменил тренеров на Присциллу Хилл и Карла Куртца.

## Результаты соревнований

### Результаты после 2011 года
| Соревнования               | 2011—2012 | 2012—2013 | 2014—2015 |
| -------------------------- | --------- | --------- | --------- |
| Cup of Russia              |           |           | 9         |
| Skate Canada International |           |           | 4         |
| Чемпионаты США             | 6         | 10        | WD        |
| Nebelhorn Trophy           | 3         | 4         |           |
| Icechallenge               | 1         |           |           |
| Мемориал Ондрея Непелы     |           |           | 1         |

### Результаты до 2011 года
| Соревнования                          | 2003—2004 | 2004—2005 | 2005—2006 | 2006—2007 | 2007—2008 | 2008—2009 | 2009—2010 | 2010—2011 |
| ------------------------------------- | --------- | --------- | --------- | --------- | --------- | --------- | --------- | --------- |
| Чемпионаты мира                       |           |           |           |           | 10        |           |           |           |
| Чемпионаты четырёх Континентов        |           |           |           |           | 4         |           |           |           |
| Чемпионаты мира среди юниоров         |           |           | 4         | 1         |           |           |           |           |
| Чемпионаты США                        | 4N.       | 7J.       | 1J.       | 9         | 3         | 9         | WD        |           |
| Cup of China                          |           |           |           |           |           | 2         | 6         |           |
| Skate Canada International            |           |           |           |           |           |           | 8         |           |
| NHK Trophy                            |           |           |           |           | 3         | 6         |           |           |
| Skate America                         |           |           |           |           | 4         |           |           | 9         |
| Finlandia Trophy                      |           |           |           |           |           |           | 3         |           |
| Финалы юниорского Гран-при            |           |           | 6         | 1         |           |           |           |           |
| Этапы юниорского Гран-при, Нидерланды |           |           |           | 1         |           |           |           |           |
| Этапы юниорского Гран-при, Венгрия    |           |           |           | 1         |           |           |           |           |
| Этапы юниорского Гран-при, Болгария   |           |           | 1         |           |           |           |           |           |
| Этапы юниорского Гран-при, Словакия   |           |           | 2         |           |           |           |           |           |
| Этапы юниорского Гран-при, Украина    |           | 5         |           |           |           |           |           |           |
| Triglav Trophy                        | 4J.       |           |           |           |           |           |           |           |

- N = уровень «новички»; J = юниорский уровень; WD = снялся с соревнований